# 選抜高等学校野球大会 (山口県勢)
選抜高等学校野球大会においての山口県勢の成績について記す。

## 大会結果
| 大会                 | 選出校                    | 試合結果 | 試合結果                     | 成績     |
| -------------------- | ------------------------- | -------- | ---------------------------- | -------- |
| 1926年（第3回大会）  | 柳井中（初出場）          | 1回戦    | ○ 8 - 0 横浜商               | ベスト4  |
| 1926年（第3回大会）  | 柳井中（初出場）          | 2回戦    | ○ 3 - 1 早稲田実             | ベスト4  |
| 1926年（第3回大会）  | 柳井中（初出場）          | 準決勝   | ● 4 - 5 広陵中               | ベスト4  |
| 1928年（第5回大会）  | 下関商（初出場）          | 1回戦    | ● 1 - 3 関西学院中           | 初戦敗退 |
| 1928年（第5回大会）  | 柳井中（2年ぶり2回目）    | 1回戦    | ● 2 - 7 和歌山中             | 初戦敗退 |
| 1933年（第10回大会） | 山口中（初出場）          | 1回戦    | ● 3 - 5 浪華商               | 初戦敗退 |
| 1934年（第11回大会） | 徳山商（初出場）          | 2回戦    | ● 3 - 5 享栄商（延長19回）   | 初戦敗退 |
| 1935年（第12回大会） | 下関商（7年ぶり2回目）    | 1回戦    | ○ 2 - 0 海南中               | 2回戦    |
| 1935年（第12回大会） | 下関商（7年ぶり2回目）    | 2回戦    | ● 3 - 5 愛知商               | 2回戦    |
| 1937年（第14回大会） | 下関商（2年ぶり3回目）    | 2回戦    | ○ 3 - 0 享栄商               | ベスト8  |
| 1937年（第14回大会） | 下関商（2年ぶり3回目）    | 準々決勝 | ● 0 - 4 浪華商               | ベスト8  |
| 1938年（第15回大会） | 防府商（初出場）          | 2回戦    | ● 0 - 5 中京商               | 初戦敗退 |
| 1939年（第16回大会） | 下関商（2年ぶり4回目）    | 2回戦    | ● 0 - 1 岐阜商               | 初戦敗退 |
| 1940年（第17回大会） | 下関商（2年連続5回目）    | 2回戦    | ● 0 - 5 滝川中               | 初戦敗退 |
| 1941年（第18回大会） | 下関商（3年連続6回目）    | 1回戦    | ○ 11 - 5 平安中              | ベスト8  |
| 1941年（第18回大会） | 下関商（3年連続6回目）    | 準々決勝 | ● 0 - 1 熊本工               | ベスト8  |
| 1947年（第19回大会） | 下関商（6年ぶり7回目）    | 1回戦    | ○ 7x - 6 慶応商工            | ベスト8  |
| 1947年（第19回大会） | 下関商（6年ぶり7回目）    | 2回戦    | ○ 9 - 6 中学済々黌           | ベスト8  |
| 1947年（第19回大会） | 下関商（6年ぶり7回目）    | 準々決勝 | ● 5 - 8 城東中               | ベスト8  |
| 1948年（第20回大会） | 下関商（2年連続8回目）    | 1回戦    | ○ 4 - 0 浪華商（延長14回）   | ベスト4  |
| 1948年（第20回大会） | 下関商（2年連続8回目）    | 準々決勝 | ○ 7 - 1 高知商               | ベスト4  |
| 1948年（第20回大会） | 下関商（2年連続8回目）    | 準決勝   | ● 2 - 4 京都二商             | ベスト4  |
| 1950年（第22回大会） | 萩北（初出場）            | 1回戦    | ● 1 - 7 八幡                 | 初戦敗退 |
| 1952年（第24回大会） | 下関商（4年ぶり9回目）    | 2回戦    | ● 0 - 5 八尾                 | 初戦敗退 |
| 1953年（第25回大会） | 柳井（25年ぶり3回目）     | 2回戦    | ○ 2 - 1 育英                 | ベスト8  |
| 1953年（第25回大会） | 柳井（25年ぶり3回目）     | 準々決勝 | ● 1 - 2 伏見                 | ベスト8  |
| 1955年（第27回大会） | 防府（初出場）            | 2回戦    | ● 1 - 6 佐賀商               | 初戦敗退 |
| 1957年（第29回大会） | 柳井（4年ぶり4回目）      | 2回戦    | ○ 4 - 0 東北                 | ベスト8  |
| 1957年（第29回大会） | 柳井（4年ぶり4回目）      | 準々決勝 | ● 0 - 4 早稲田実             | ベスト8  |
| 1961年（第33回大会） | 下関商（9年ぶり10回目）   | 1回戦    | ● 0 - 2 東邦                 | 初戦敗退 |
| 1962年（第34回大会） | 久賀（初出場）            | 2回戦    | ● 2 - 5 作新学院             | 初戦敗退 |
| 1962年（第34回大会） | 豊浦（初出場）            | 1回戦    | ● 4 - 5 鎌倉学園（延長11回） | 初戦敗退 |
| 1963年（第35回大会） | 下関商（2年ぶり11回目）   | 1回戦    | ○ 5 - 0 明星                 | 優勝     |
| 1963年（第35回大会） | 下関商（2年ぶり11回目）   | 2回戦    | ○ 3 - 2 海南（延長16回）     | 優勝     |
| 1963年（第35回大会） | 下関商（2年ぶり11回目）   | 準々決勝 | ○ 3 - 2 御所工               | 優勝     |
| 1963年（第35回大会） | 下関商（2年ぶり11回目）   | 準決勝   | ○ 4 - 1 市神港               | 優勝     |
| 1963年（第35回大会） | 下関商（2年ぶり11回目）   | 決勝     | ○ 10 - 0 北海                | 優勝     |
| 1964年（第36回大会） | 下関商（2年連続12回目）   | 2回戦    | ● 4 - 5 博多工               | 初戦敗退 |
| 1966年（第38回大会） | 宇部商（初出場）          | 2回戦    | ○ 5 - 3 三重                 | ベスト4  |
| 1966年（第38回大会） | 宇部商（初出場）          | 準々決勝 | ○ 7 - 2 金沢                 | ベスト4  |
| 1966年（第38回大会） | 宇部商（初出場）          | 準決勝   | ● 4 - 5x 中京商（延長15回）  | ベスト4  |
| 1968年（第40回大会） | 防府商（30年ぶり2回目）   | 1回戦    | ● 4 - 5 大宮工（延長10回）   | 初戦敗退 |
| 1971年（第43回大会） | 岩国（初出場）            | 1回戦    | ● 2 - 3x 徳島商              | 初戦敗退 |
| 1973年（第45回大会） | 岩国（2年ぶり2回目）      | 1回戦    | ● 2 - 3 鳴門工               | 初戦敗退 |
| 1974年（第46回大会） | 防府商（6年ぶり3回目）    | 2回戦    | ● 1 - 3 池田                 | 初戦敗退 |
| 1976年（第48回大会） | 宇部工（初出場）          | 1回戦    | ● 0 - 1 岡崎工               | 初戦敗退 |
| 1978年（第50回大会） | 南陽工（初出場）          | 1回戦    | ○ 3 - 1 刈谷                 | ベスト8  |
| 1978年（第50回大会） | 南陽工（初出場）          | 2回戦    | ○ 7 - 1 東海大四             | ベスト8  |
| 1978年（第50回大会） | 南陽工（初出場）          | 準々決勝 | ● 1 - 2 福井商               | ベスト8  |
| 1979年（第51回大会） | 下関商（15年ぶり13回目）  | 1回戦    | ○ 6 - 1 東北                 | 2回戦    |
| 1979年（第51回大会） | 下関商（15年ぶり13回目）  | 2回戦    | ● 4 - 10 箕島                | 2回戦    |
| 1983年（第55回大会） | 宇部商（17年ぶり2回目）   | 1回戦    | ● 0 - 2 久留米商             | 初戦敗退 |
| 1984年（第56回大会） | 多々良学園（初出場）      | 1回戦    | ● 0 - 4 大船渡               | 初戦敗退 |
| 1985年（第57回大会） | 宇部商（2年ぶり3回目）    | 1回戦    | ○ 9 - 1 熊谷商               | 2回戦    |
| 1985年（第57回大会） | 宇部商（2年ぶり3回目）    | 2回戦    | ● 2 - 6 PL学園               | 2回戦    |
| 1986年（第58回大会） | 防府商（12年ぶり4回目）   | 1回戦    | ○ 6 - 4 関東学園大付         | 2回戦    |
| 1986年（第58回大会） | 防府商（12年ぶり4回目）   | 2回戦    | ● 1 - 2 池田                 | 2回戦    |
| 1988年（第60回大会） | 宇部商（2年ぶり4回目）    | 2回戦    | ○ 3 - 2 堀越（延長12回）     | ベスト8  |
| 1988年（第60回大会） | 宇部商（2年ぶり4回目）    | 3回戦    | ○ 2 - 1 中京                 | ベスト8  |
| 1988年（第60回大会） | 宇部商（2年ぶり4回目）    | 準々決勝 | ● 4 - 5x 宇和島東            | ベスト8  |
| 1993年（第65回大会） | 岩国（20年ぶり3回目）     | 2回戦    | ● 12 - 15 浜松商             | 初戦敗退 |
| 1995年（第67回大会） | 宇部商（7年ぶり5回目）    | 1回戦    | ○ 10 - 9 桐蔭学園            | 2回戦    |
| 1995年（第67回大会） | 宇部商（7年ぶり5回目）    | 2回戦    | ● 1 - 4 銚子商               | 2回戦    |
| 1997年（第69回大会） | 西京（初出場）            | 1回戦    | ○ 9 - 3 平工                 | ベスト8  |
| 1997年（第69回大会） | 西京（初出場）            | 2回戦    | ○ 4 - 3 大分商               | ベスト8  |
| 1997年（第69回大会） | 西京（初出場）            | 準々決勝 | ● 1 - 8 天理                 | ベスト8  |
| 1997年（第69回大会） | 豊浦（35年ぶり2回目）     | 1回戦    | ● 1 - 4 日大明誠             | 初戦敗退 |
| 1998年（第70回大会） | 岩国（5年ぶり4回目）      | 2回戦    | ● 2 - 9 常総学院             | 初戦敗退 |
| 1999年（第71回大会） | 岩国（2年連続5回目）      | 1回戦    | ● 2 - 4 水戸商               | 初戦敗退 |
| 2000年（第72回大会） | 岩国（3年連続6回目）      | 1回戦    | ● 5 - 6 長野商（延長10回）   | 初戦敗退 |
| 2000年（第72回大会） | 南陽工（22年ぶり2回目）   | 1回戦    | ● 3 - 7 福島商               | 初戦敗退 |
| 2003年（第75回大会） | 宇部鴻城（初出場）        | 2回戦    | ● 0 - 4 平安                 | 初戦敗退 |
| 2005年（第77回大会） | 宇部商（10年ぶり6回目）   | 1回戦    | ○ 6 - 2 高松                 | 2回戦    |
| 2005年（第77回大会） | 宇部商（10年ぶり6回目）   | 2回戦    | ● 0 - 2 愛工大名電           | 2回戦    |
| 2006年（第78回大会） | 南陽工（6年ぶり3回目）    | 1回戦    | ● 0 - 4 神港学園             | 初戦敗退 |
| 2007年（第79回大会） | 宇部商（2年ぶり7回目）    | 1回戦    | ○ 4x - 3 日大藤沢            | 2回戦    |
| 2007年（第79回大会） | 宇部商（2年ぶり7回目）    | 2回戦    | ● 1 - 4 室戸                 | 2回戦    |
| 2008年（第80回大会） | 下関商（29年ぶり14回目）  | 2回戦    | ● 2 - 3 履正社               | 初戦敗退 |
| 2008年（第80回大会） | 華陵（21世紀枠・初出場）  | 2回戦    | ○ 1 - 0 慶応                 | 3回戦    |
| 2008年（第80回大会） | 華陵（21世紀枠・初出場）  | 3回戦    | ● 1 - 10 天理                | 3回戦    |
| 2009年（第81回大会） | 南陽工（3年ぶり4回目）    | 1回戦    | ○ 4 - 3 前橋商               | ベスト8  |
| 2009年（第81回大会） | 南陽工（3年ぶり4回目）    | 2回戦    | ○ 2 - 1 PL学園（延長10回）   | ベスト8  |
| 2009年（第81回大会） | 南陽工（3年ぶり4回目）    | 準々決勝 | ● 3 - 5 花巻東               | ベスト8  |
| 2012年（第84回大会） | 早鞆（初出場）            | 1回戦    | ● 2 - 5 智弁学園             | 初戦敗退 |
| 2013年（第85回大会） | 岩国商（初出場）          | 1回戦    | ○ 1 - 0 履正社               | 2回戦    |
| 2013年（第85回大会） | 岩国商（初出場）          | 2回戦    | ● 2 - 6 山形中央             | 2回戦    |
| 2014年（第86回大会） | 岩国（14年ぶり7回目）     | 1回戦    | ● 1 - 6 神村学園             | 初戦敗退 |
| 2015年（第87回大会） | 宇部鴻城（12年ぶり2回目） | 1回戦    | ● 1 - 9 健大高崎             | 初戦敗退 |
| 2016年（第88回大会） | 南陽工（7年ぶり5回目）    | 1回戦    | ○ 6 - 0 市和歌山             | 2回戦    |
| 2016年（第88回大会） | 南陽工（7年ぶり5回目）    | 2回戦    | ● 0 - 16 秀岳館              | 2回戦    |
| 2017年（第89回大会） | 宇部鴻城（2年ぶり3回目）  | 1回戦    | ● 0 - 11 大阪桐蔭            | 初戦敗退 |
| 2018年（第90回大会） | 下関国際（初出場）        | 2回戦    | ● 1 - 3 創成館               | 初戦敗退 |
| 2021年（第93回大会） | 下関国際（3年ぶり2回目）  | 1回戦    | ● 2 - 6 健大高崎             | 初戦敗退 |
| 2023年（第95回大会） | 光（初出場）              | 2回戦    | ○ 2 - 0 彦根総合             | 3回戦    |
| 2023年（第95回大会） | 光（初出場）              | 3回戦    | ● 1 - 7 山梨学院             | 3回戦    |

## 通算成績
| 出場 | 試合 | 勝利 | 敗戦 | 引分 | 勝率 | 優勝 | 準優勝 | ベスト4 | ベスト8 |
| ---- | ---- | ---- | ---- | ---- | ---- | ---- | ------ | ------- | ------- |
| 60   | 95   | 36   | 59   | 0    | .379 | 1    | 0      | 3       | 9       |

## 学校別成績
前身校時代も含む
| 校名     | 出場 | 勝敗     | 初出場年 | 直近出場年 | 最高成績 | 前身校     |
| -------- | ---- | -------- | -------- | ---------- | -------- | ---------- |
| 下関商   | 14回 | 13勝13敗 | 1928年   | 2008年     | 優勝1回  |            |
| 宇部商   | 7回  | 8勝7敗   | 1966年   | 2007年     | ベスト4  |            |
| 岩国     | 7回  | 0勝7敗   | 1971年   | 2014年     | 初戦敗退 |            |
| 南陽工   | 5回  | 5勝5敗   | 1978年   | 2016年     | ベスト8  |            |
| 柳井     | 4回  | 4勝4敗   | 1926年   | 1957年     | ベスト4  | 柳井中     |
| 防府商工 | 4回  | 1勝4敗   | 1938年   | 1986年     | 2回戦    | 防府商     |
| 宇部鴻城 | 3回  | 0勝3敗   | 2003年   | 2017年     | 初戦敗退 |            |
| 豊浦     | 2回  | 0勝2敗   | 1962年   | 1997年     | 初戦敗退 |            |
| 下関国際 | 2回  | 0勝2敗   | 2018年   | 2021年     | 初戦敗退 |            |
| 山口     | 1回  | 0勝1敗   | 1933年   | -          | 初戦敗退 | 山口中     |
| 徳山商工 | 1回  | 0勝1敗   | 1934年   | -          | 初戦敗退 | 徳山商     |
| 萩       | 1回  | 0勝1敗   | 1950年   | -          | 初戦敗退 | 萩北       |
| 防府     | 1回  | 0勝1敗   | 1955年   | -          | 初戦敗退 |            |
| 周防大島 | 1回  | 0勝1敗   | 1962年   | -          | 初戦敗退 | 久賀       |
| 宇部工   | 1回  | 0勝1敗   | 1976年   | -          | 初戦敗退 |            |
| 高川学園 | 1回  | 0勝1敗   | 1984年   | -          | 初戦敗退 | 多々良学園 |
| 西京     | 1回  | 2勝1敗   | 1997年   | -          | ベスト8  |            |
| 華陵     | 1回  | 1勝1敗   | 2008年   | -          | 3回戦    |            |
| 早鞆     | 1回  | 0勝1敗   | 2012年   | -          | 初戦敗退 |            |
| 岩国商   | 1回  | 1勝1敗   | 2013年   | -          | 2回戦    |            |
| 光       | 1回  | 1勝1敗   | 2023年   | -          | 3回戦    |            |